# Кличићи
Кличићи су насељено мјесто у Босни и Херцеговини у Граду Цазину које административно припада Федерацији Босне и Херцеговине. Према попису становништва из 2013. у насељу је живјело 731 становника.

## Становништво
| Националност       | 1991.      | 1981. |
| Муслимани          | 554 (100%) | 0     |
| Срби               | 0          | 0     |
| Хрвати             | 0          | 0     |
| Југословени        | 0          | 0     |
| остали и непознато | 0          | 0     |
| Укупно             | 554        | 0     |

Као самостално насељено мјето Кличићи постоје од пописа 1981. године.